# Morganton (Észak-Karolina)
Morganton település az Amerikai Egyesült Államok Észak-Karolina államában, Burke megyében, melynek megyeszékhelye is. Lakosainak száma 17 474 fő (2020. április 1.).

## Népesség
A település népességének változása:

| 2010 | 16 918 |
| 2020 | 17 474 |